# Mei Yamaguchi
Mei Yamaguchi (japanisch 山口 芽生 Yamaguchi Mei; * 14. Juni 1999 in der späteren Stadt Saitama, Präfektur Saitama) ist eine japanische Tennisspielerin.

## Karriere
Yamaguchi spielt vor allem auf Turnieren der ITF Women’s World Tennis Tour, bei denen sie bislang zwei Titel im Einzel gewonnen hat.

## Turniersiege

### Einzel
| Nr. | Datum             | Turnier   | Kategorie | Belag     | Finalgegnerin  | Ergebnis         |
| --- | ----------------- | --------- | --------- | --------- | -------------- | ---------------- |
| 1.  | 25. Juli 2021     | Amarante  | ITF W15   | Hartplatz | Federica Rossi | 6:4, 3:6, 6:3    |
| 2.  | 10. November 2024 | Hamamatsu | ITF W35   | Teppich   | Aoi Ito        | 4:6, 5:3 Aufgabe |